# John Dickson
John Dickson (Searcy, 18 novembre 1945) è un ex cestista statunitense, professionista nella ABA.

## Carriera
Venne selezionato dai Chicago Bulls al terzo giro del Draft NBA 1967 (22ª scelta assoluta).